# Јорктаун (Вирџинија)
Јорктаун (енгл. Yorktown) насељено је место без административног статуса у америчкој савезној држави Вирџинија. Године 2000, у Јорктауну је живјело 220 становника. Сједиште је округа Јорк. Овај град је један од 8 грофовија формираних у колонијалној Вирџинији 1634. године. У Јорктауну Џорџ Вашингтон је водио Американце у рат заједно са Французима. Ово мјесто је најпознатије по томе што се Чарлс Корнволис, британски генерал и администратор, 19. септембра 1781. предао Џорџу Вашингтону, тј. америчко–француским трупама. Иако је овај рат трајао још неколико година, овај британски пораз је био крај британског отпора у Америци. Јорктаун је такође био важна лука у Америчком рату за независност, која је снабдевала и сјеверне и јужне градове, у зависности под чијом влашћу је тај град био.
Данас, Јоркатун је важан национални ресурс познат као Историјски троугао Јорктауна, Џејмстауна и Вилијамсбурга, и налази се на крају колонијалног ауто-пута.

## Географија
Јорктаун се налази на надморској висини од 4 m.

## Демографија
По попису из 2010. године број становника је 195, што је 8 (-3,9%) становника мање него 2000. године.
|                   | 2010.        | 2000.        |
| Укупно            | 195 (100,0%) | 203 (100,0%) |
| Белци             | 178 (91,28%) | 187 (92,12%) |
| Афроамериканци    | 13 (6,667%)  | 12 (5,911%)  |
| Хиспаноамериканци | 3 (1,538%)   | 0 (0,000%)   |
| Азијати           | 1 (0,513%)   | 1 (0,493%)   |
| Остали            | –            | 3 (1,478%)   |